# Joop Kamstra
Johannes Hendrik (Joop) Kamstra (Den Haag, 10 oktober 1905 – aldaar, 24 april 1957) was een Nederlandse atleet, die was gespecialiseerd in het hoogspringen. Hij nam eenmaal deel aan de Olympische Spelen, maar won hierbij geen medaille.

## Loopbaan
In 1928 nam Kamstra deel aan de Olympische Spelen van 1928 in Amsterdam. Hij kwam met een beste poging van 1,70 m niet verder dan de kwalificatieronde. Ook zijn landgenoten Henri Thesingh en Frits Bührman sneuvelden in de kwalificatieronde met respectievelijk 1,77 en 1,70.
In zijn actieve tijd was Kamstra aangesloten bij Vlug & Lenig (V&L) in Den Haag. In het dagelijks leven was Kamstra directeur van Harpo en Carpo, beide maatschappijen voor bioscoopreclame.

## Persoonlijk record
| Onderdeel    | Prestatie | Jaar |
| ------------ | --------- | ---- |
| hoogspringen | 1,83 m    | 1929 |